# De oude straatlantaarn
De oude straatlantaarn is een sprookje van Hans Christian Andersen, het verscheen in 1847.

## Het verhaal
Na lange jaren dienst wordt de straatlantaarn ontslagen. Ze is bang voor de volgende dag, want ze weet dat ze op het stadhuis gekeurd zal worden. Ze kon misschien op een brug worden geplaatst, of op het land in een fabriek. Anders werd ze omgesmolten, maar zou ze dan nog wel kunnen herinneren ooit een straatlantaarn geweest te zijn? Ze moet scheiden van de nachtwaker en zijn familie. Ze herinnert zich een knappe jongeman die een brief las en het papier kuste. Hij keek naar de straatlantaarn en zegt de gelukkigste mens ter wereld te zijn. Ze denkt aan een prachtige begrafenis van een jonge vrouw op fluwelen lijkwagen. De stoep stond vol mensen die meeliepen met de rouwstoet. In de goot liggen drie die zich aan de lantaarn hebben voorgesteld als opvolger. Het is een haringkop die licht geeft in de duisternis. Het tweede is een stuk vermolmd hout dat ook licht geeft. Het derde is een glimworm en deze kan alleen op bepaalde tijd licht geven, dus kwam niet in aanmerking. De opvolgers geloven niet dat ze niet genoeg licht geven om de straatlantaarn op te volgen.
De wind zorgt ervoor dat de lantaarn ook kan zien wat er in zijn omgeving gebeurt en blaast zijn geheugen wat aan. De straatlantaarn vraagt of het geheugen ook na het omsmelten blijven mag. De maan komt langs en is aan het afnemen. Er valt een druppel op de rookvang en deze zegt dat de lantaarn in één nacht tot roest zal worden, als de lantaarn dat wenst. Er verschiet een ster en de straatlantaarn is erg blij, hij wil dat alles wat hij zich herinnert ook gezien wordt door hen van wie ze houdt. De volgende avond zit de lantaarn in een leunstoel van de nachtwaker, het echtpaar heeft haar in huis genomen. Ze ziet bloempotten uit Oost-Indië die meegebracht zijn door matroos Christiaan. Het zijn twee olifanten van aardewerk en er groeit bieslook en pelargonium. Er hangt een gekleurde prent van het Wener Congres en een Bornholmse klok met gewichten. Op zondagmiddag worden boeken tevoorschijn gehaald, de man leest voor over Afrika.
De lantaarn wenst dat er een waskaars in haar wordt ontstoken, zodat ze alles kan laten zien. Maar de mensen hebben enkel traan en vetkaarsen. Op een dag komen stompjes waskaarsen in de kelder van het echtpaar, maar ze worden niet in de straatlantaarn gezet. Het echtpaar weet niet dat de straatlantaarn hun muren kan omtoveren in bossen of tapijten. De straatlantaarn kan op elk moment veranderen in roest of stof, maar wil zich na de dood van het echtpaar toch laten omsmelten. Ze wordt in gedachten een prachtige ijzeren kandelaar in de vorm van een egel met een boeket. Er wordt een waskaars in het boeket gezet en ze komt in de kamer van een dichter. Alles wat ze dacht en schreef werd zichtbaar en ze verlangd ernaar omgesmolten te worden. Ze houdt van de oudjes en ze houden van de straatlantaarn als hun kind. Ze heeft het net zo goed als het Congres en heeft meer rust vanbinnen.